# Козлов, Андрей Васильевич
Андрей Васильевич Козлов (15 сентября 1973, Белгород, СССР) — советский и российский футболист, тренер.

## Карьера

### Карьера футболиста
Воспитанник ростовского футбола, выпускник Ростовского областного училища олимпийского резерва (РО УОР). Профессиональную карьеру начал в 1990 году в клубе «Атоммаш» (Волгодонск) из второй лиги чемпионата СССР. В 1991 году выступал за «Ростсельмаш» (Ростов-на-Дону) в первой лиге СССР.
В 1992—1995 годах был игроком «Ростсельмаша», выступавшего в Высшей лиге России, но играл за фарм-клуб «Ростсельмаш-2». В 1993—1995 годах выступал за клубы из Ростовской области — «Шахтер» (Шахты), СКА (Ростов-на-Дону).
В 1996 вернулся в «Ростсельмаш», за который сыграл 2 матча в Высшей лиге, в том же году перешёл в «Торпедо» (Арзамас), выступающее в Первой лиге.
В дальнейшем выступал за другие команды первой лиги — «Сатурн» (Раменское), «Локомотив» (Нижний Новгород), «Амкар» (Пермь), «Рубин» (Казань), «Факел» (Воронеж), СКА-Энергия (Хабаровск), «Орёл».
В 2007 году вернулся в ростовский СКА, где завершил карьеру игрока на профессиональном уровне. Всего в Первом дивизионе (лиге) сыграл 248 игр, забил 23 мяча. Дважды команды, за которые выступал Козлов, добились повышения в классе. В сезоне 1998, он играл за обе команды, вышедшие в Высшую лигу — «Сатурн» и «Локомотив НН», и в сезоне 2002, когда Козлов провёл часть сезона за «Рубин».

### Карьера тренера
В 2008—2012 годах работал детским тренером в ростовской «Академии футбола им. Виктора Понедельника». В 2012 году с командой воспитанников 1999 года рождения стал победителем Мемориала Валентина Бубукина.
С июля 2012 по февраль 2015 года был главным тренером клуба СКА (Ростов-на-Дону). С июня 2015 по июль 2017 года работал в тренерском штабе тульского «Арсенала». В июне 2017 года получил лицензию категории Pro.
В 2021—2022 годах тренировал ростовский СКА. Летом 2022 года стал главным тренером тульского «Арсенала-2».